# (2748) Patrick Gene
(2748) Patrick Gene – planetoida z pasa głównego asteroid okrążająca Słońce w ciągu 4 lat i 258 dni w średniej odległości 2,81 j.a. Została odkryta 5 maja 1981 roku w Obserwatorium Palomar przez Carolyn Shoemaker. Nazwa planetoidy pochodzi od Patricka Gene Shoemakera, syna odkrywczyni. Przed nadaniem nazwy planetoida nosiła oznaczenie tymczasowe (2748) 1981 JF2.